# 俞孔坚
俞孔坚（1963年5月12日—），浙江金華人，北京大学教授、北京大学建筑与景观设计学院院长，倡导反规划、大脚美学等理念。美国景观设计师协会会士，教育部长江学者特聘教授，中组部国家千人计划专家和“国家特聘专家”。

## 生平
1987年，获北京林业大学园林系硕士学位，并留校任教5年。1995年，俞孔坚获哈佛大学设计学博士后，任职于美国SWA集团。1997年，俞孔坚回到中国在北京大学任教。1988年，被聘为北京大学城市与区域规划专业教授，博士生导师；同年创办北京土人景观与建筑规划设计研究院。2003后，为北京大学景观设计学研究院院长，教授，博士生导师。2010后，为北京大学建筑与景观设计学院院长。同年，获聘任哈佛大学兼职教授。2016年，俞孔坚当选美国文理科学院院士。

## 作品
- 天津桥园公园，获得联合国人居奖

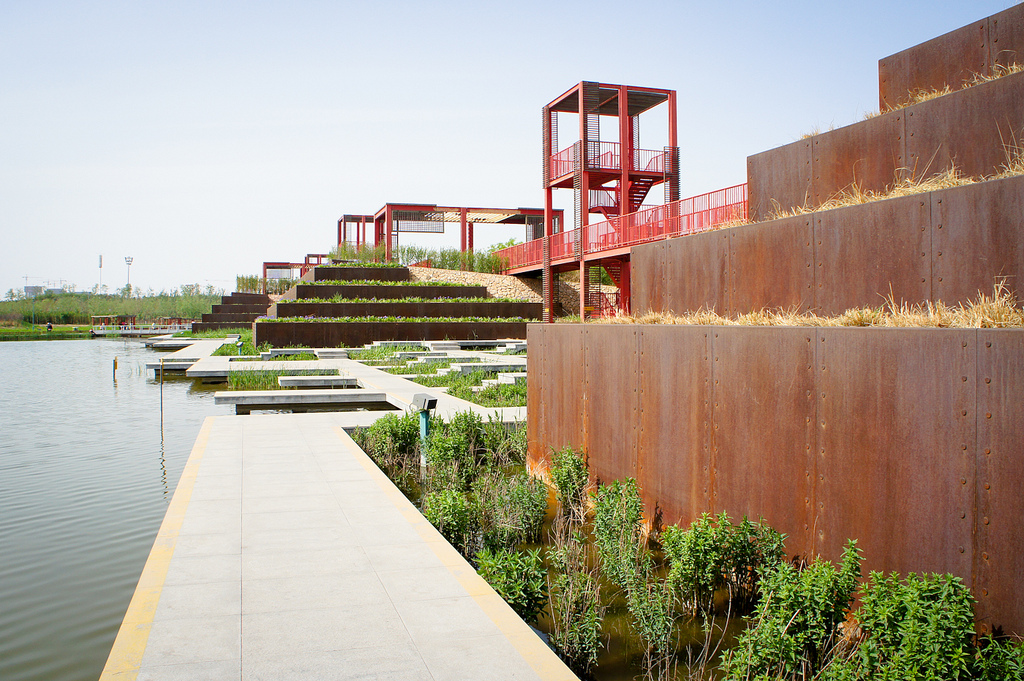
俞孔坚设计的桥园公园

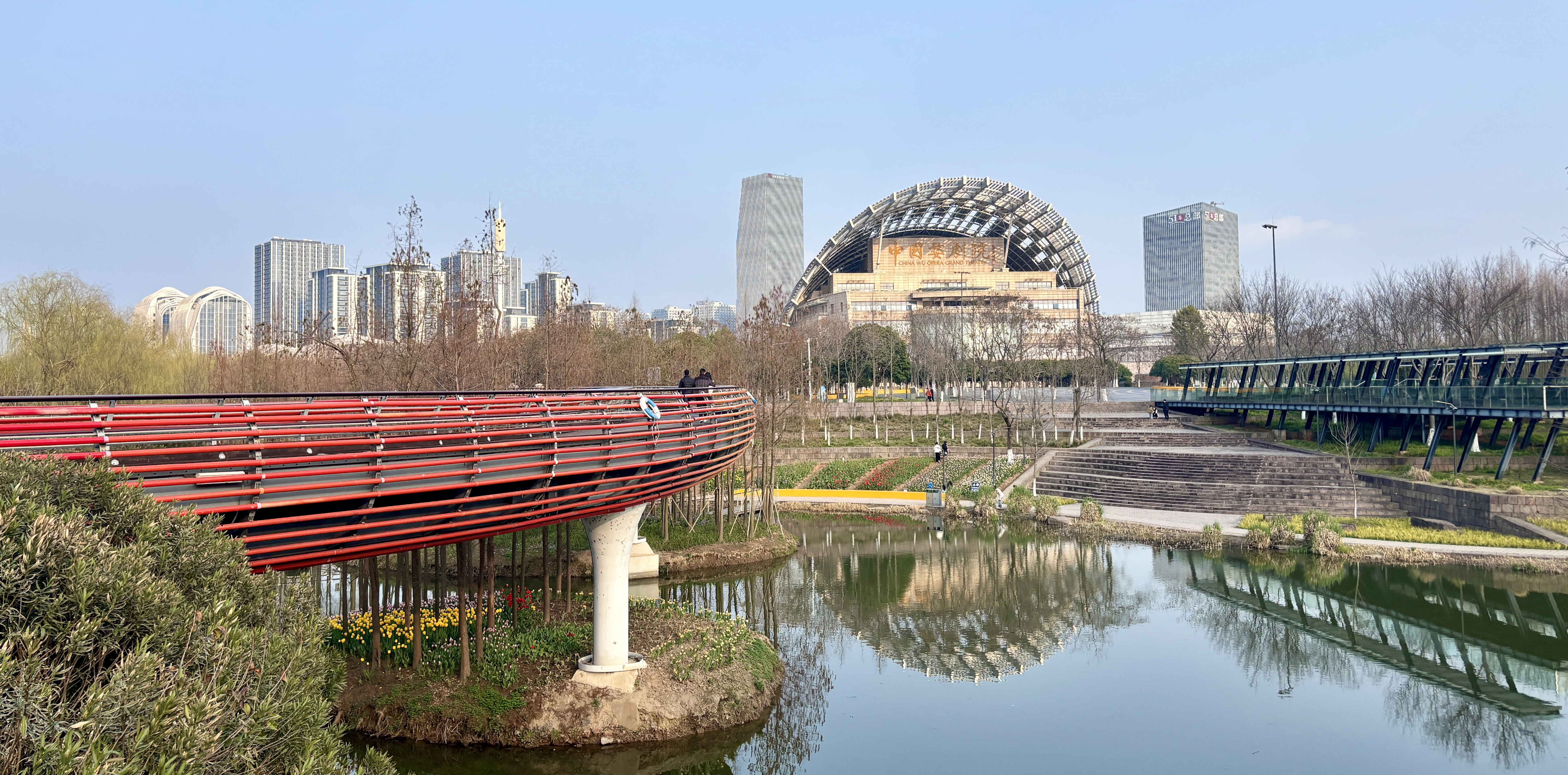
金华燕尾洲公园

- 中山歧江公园，获得美国景观设计师协会2002年度荣誉设计奖[1]。
- 金华燕尾洲公园[2]

## 学术观点